# 秋間梅林

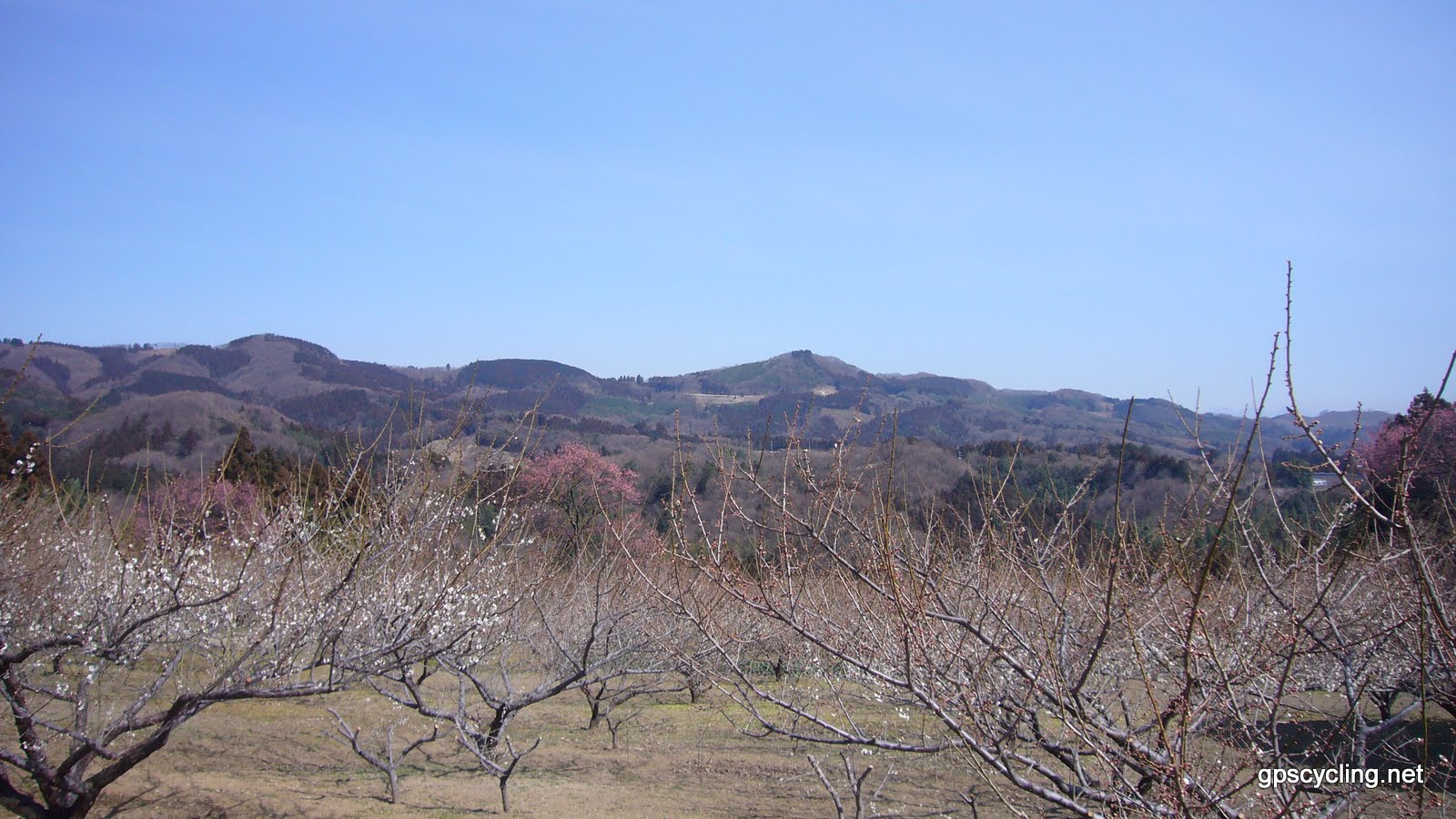
秋間梅林（2007年2月25日撮影）

秋間梅林（あきまばいりん）は、群馬県安中市西上秋間にある梅林。高崎市の榛名梅林・箕郷梅林とともに「ぐんま三大梅林」のひとつに数えられる。面積約50ヘクタールの丘陵上に、約3万5,000本のウメの木々が立ち並ぶ。花は3月上旬から現順にかけてが見頃。この時期になると「秋間梅林祭」が開催され、芋煮会などのイベントで賑わう。

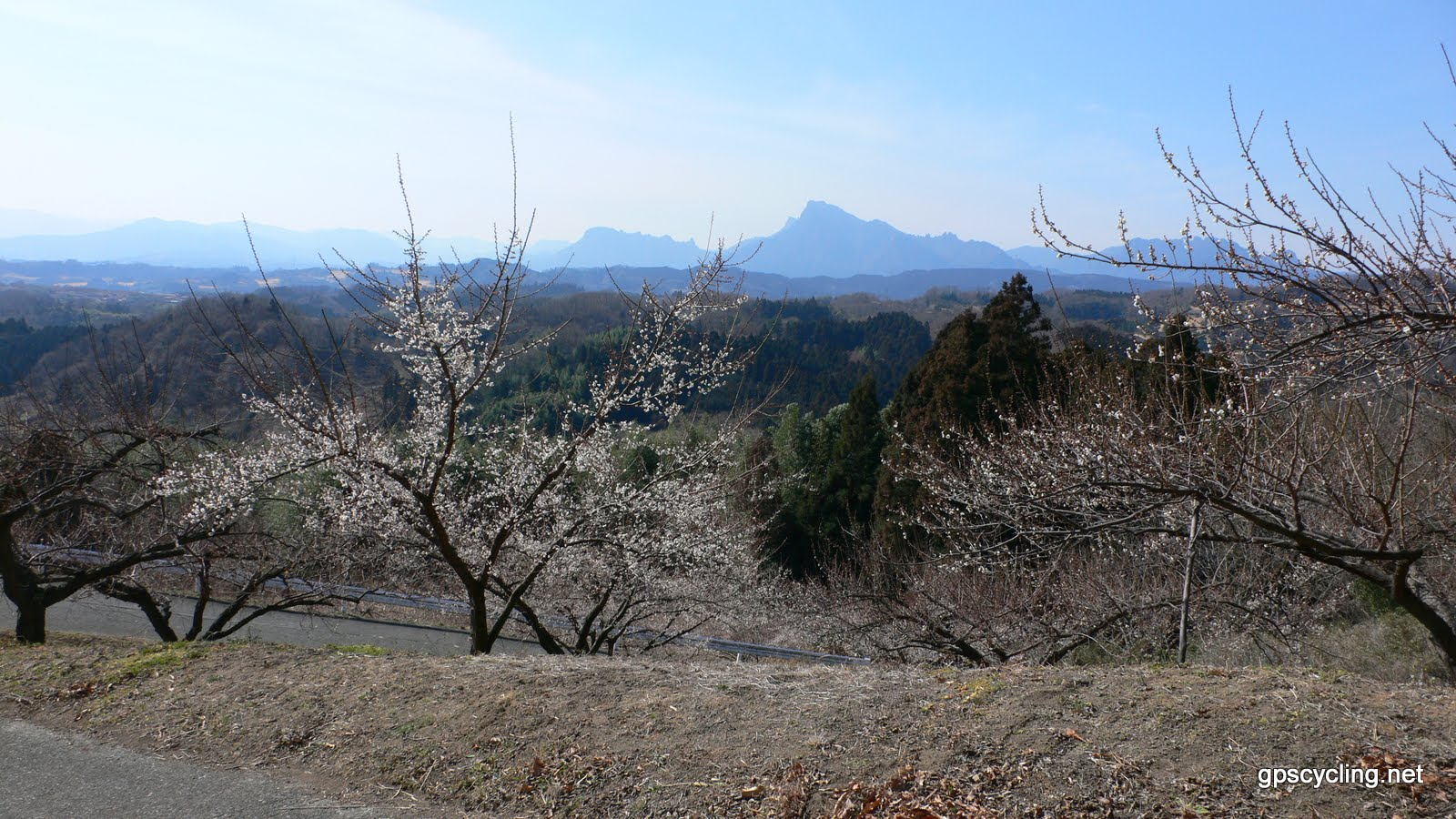
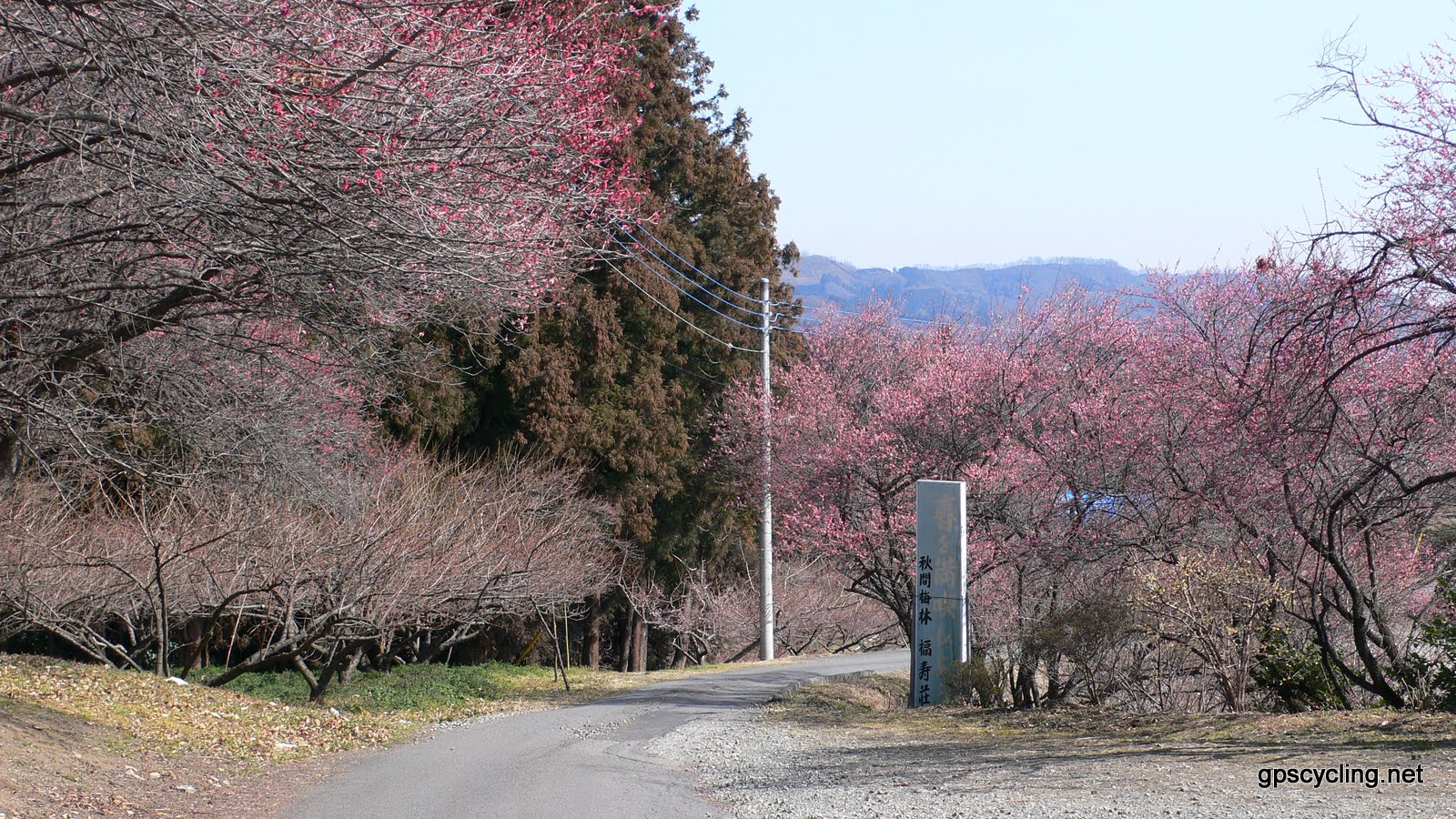